# اسرلینگ اگروکالچر ویلیج
اسرلینگ اگروکالچر ویلیج (انگلیسی: Stirling Agricultural Village) یک مکان تاریخی ملی کانادا است و به عنوان یکی از تنها سه انجمن مکانهای تاریخی کانادا شناخته شده است که در استان آلبرتا قرار دارد.